# Juegos Nacionales de la República Popular China
Los Juegos Nacionales de la República Popular China (en chino tradicional, 中華人民共和國全國運動會; en chino simplificado, 中华人民共和国全国运动会; pinyin, Zhōnghuá Rénmín Gònghéguó Quánguó Yùndònghuì), también conocidos como los Olímpicos de China, son una serie de competencias multideportivas que se realizan en China cada cuatro años. Los últimos juegos se disputaron en 2021 en Xian y los próximos tendrán lugar en Guangzhou en 2025.
La historia de los juegos se remonta a los Juegos Nacionales Chinos que se realizaron por primera vez en 1910. Este evento precursor se disputó hasta 1948 y la competencia fue relanzada bajo su nombre actual en 1959, tras la proclamación de la República.

## Ciudades sede

### Juegos Nacionales Chinos
- 1910 Nanjing
- 1914 Pekín
- 1924 Wuchang
- 1930 Hangzhou
- 1933 Nanjing
- 1935 Shanghái
- 1948 Shanghái

### Juegos Nacionales de la República Popular China
- 1959 Pekín
- 1965 Pekín
- 1975 Pekín
- 1979 Pekín
- 1983 Shanghái
- 1987 Guangdong
- 1993 Pekín, Sichuan y Qinhuangdao
- 1997 Shanghái
- 2001 Guangdong
- 2005 Jiangsu
- 2009 Shandong
- 2013 Liaoning
- 2017 Tianjin
- 2021 Xian
- 2025 Guangzhou